# Baie des Quartiers d'hiver
La baie des Quartiers d'hiver (en anglais : Winter Quarters Bay) est une petite baie du détroit de McMurdo en Antarctique. Elle est située à 3 500 km au Sud de la Nouvelle-Zélande, près de l'île de Ross.
L'« embarcadère de glace » est situé dans la baie pour servir de port pour le fret à destination des bases antarctiques McMurdo et Scott.
Le nom de « quartiers d'hiver » fait référence à l'expédition Discovery (1901-1904) de Robert Falcon Scott qui hiverna sur le site deux années.